# Landri Sales
Landri Sales est une municipalité brésilienne située dans l'État du Piauí.